# 瓜里乡
瓜里乡，是中华人民共和国广西壮族自治区桂林市资源县下辖的一个乡镇级行政单位。

## 行政区划
瓜里乡下辖以下地区：
瓜里村、大田村、白水村、水头村、金江村、田洞里村、大坪头村、香草村、文溪村、义林村和白竹村。